# Candice Accola
Candice René Accola (Houston, 13 maggio 1987) è un'attrice statunitense. Ha raggiunto la notorietà interpretando Caroline Forbes nella serie televisiva The Vampire Diaries e Kimberly Vance in After 2.

## Biografia

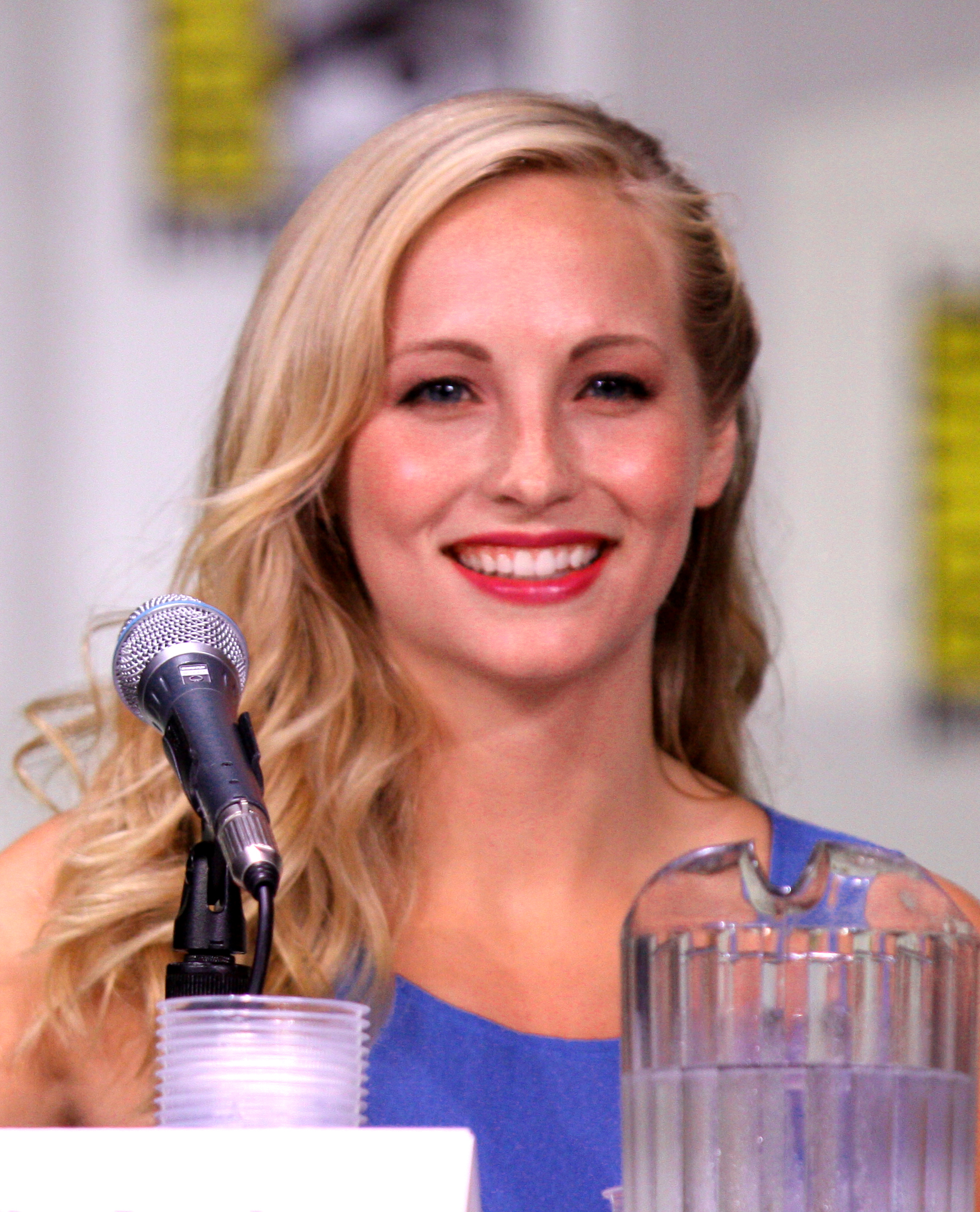
Candice Accola al San Diego Comic-Con International 2011

Cresciuta a Edgewood. Suo padre, Kevin Donn Accola, è un chirurgo cardio-vascolare e toracico, mentre sua madre, Carolyn Ann Clark, era un ingegnere ambientale, prima di diventare una casalinga. Entrambi i suoi genitori sono membri attivi del partito repubblicano locale. Ha un fratello più giovane.
Più giovane, Candice trova un agente in California. Successivamente, dalla Highland Preparatory School, si trasferisce a Los Angeles. Sei mesi dopo, ottiene un contratto per un CD dal titolo "It's Always the Innocent Ones". Finite le scuole superiori per corrispondenza, si diploma nel 2005. Accola appare nel suo primo film, The Pirate Camp, nel 2007. Recita nelle serie televisive How I Met Your Mother, Supernatural e Greek - La confraternita. Appare nei film On The Doll, Juno, Deadgirl e X's & O's.
Candice continua la sua carriera da cantante facendo un'apparizione nei film Hannah Montana & Miley Cyrus: Best of Both Worlds Concert e Hannah Montana: The Movie.
Dal 2009 al 2017 interpreta Caroline Forbes nella serie televisiva The Vampire Diaries per poi apparire in quattro episodi della quinta stagione dello spin-off The Originals.
Nel 2020 interpreta Kimberly nel film After 2- Un cuore in mille pezzi tratta dalla saga dell'autrice Anna Todd.

### Vita privata

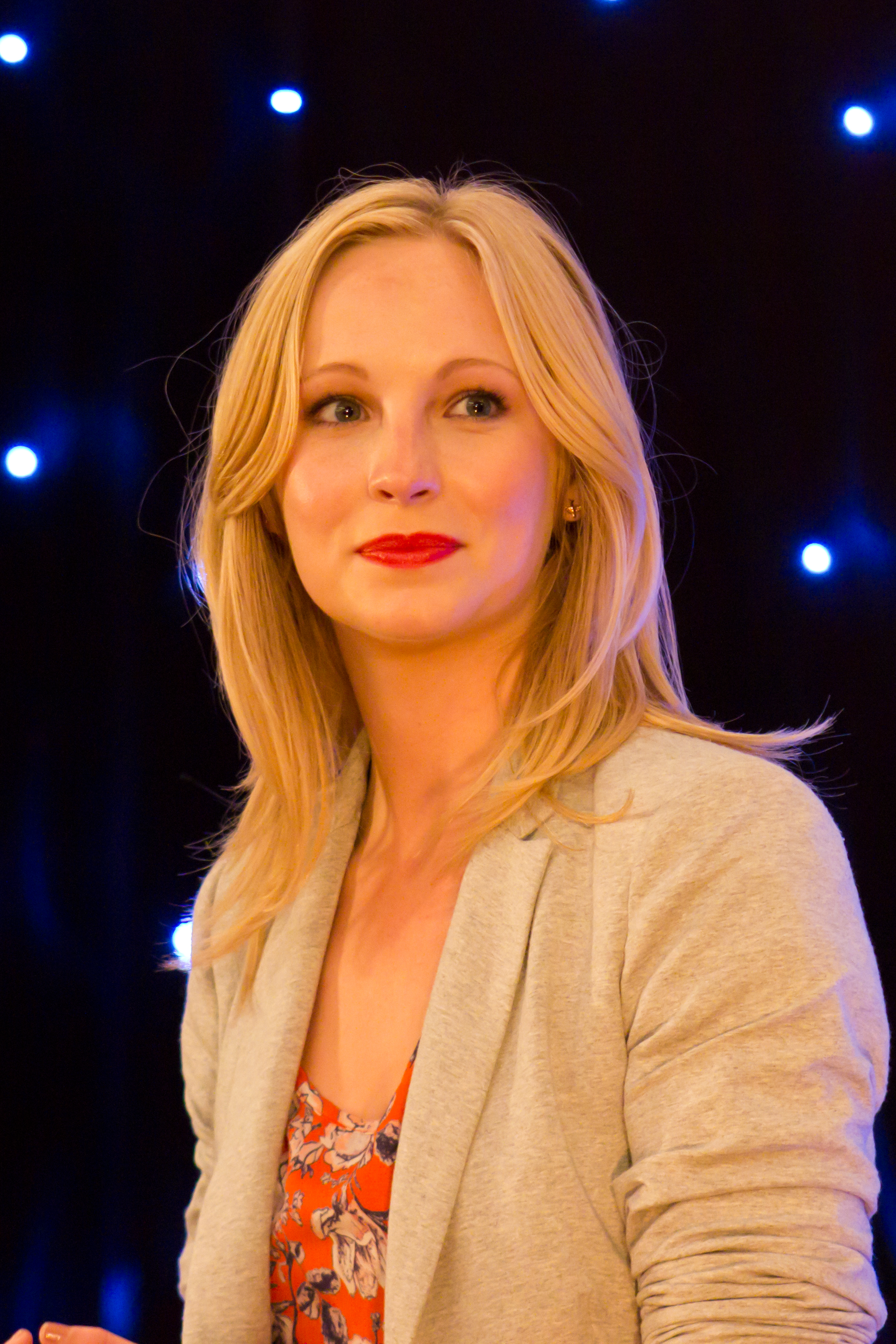
Candice Accola nel 2013

Tra il 2004 e il 2005 ha avuto una relazione con l'attore Tyler Hoechlin. La notte del 22 agosto 2009, Candice Accola, le colleghe Nina Dobrev, Kayla Ewell, Sara Canning, Krystal Vayda e il fotografo Tyler Shields furono arrestati a Forsyth (Georgia), durante un servizio fotografico promozionale per The Vampire Diaries, dopo una segnalazione degli automobilisti disturbati dai flash, che lamentavano la presenza di alcune ragazze in piedi sul bordo del ponte. I sei furono portati all'ufficio dello sceriffo e accusati di condotta disordinata.
Il 29 maggio 2013 si è fidanzata con il musicista Joe King, membro della band The Fray, con cui si è sposata a New Orleans il 18 ottobre 2014. King ha due figlie, Elise Madison e Ava Julie, nate dal precedente matrimonio.
Il 15 gennaio 2016 la coppia dà alla luce la loro prima figlia, Florence May King. Il 19 agosto 2020 annuncia la sua seconda 
gravidanza.
Il 1 dicembre dello stesso anno nasce la seconda figlia, Josephine June King. A maggio 2022 Candice chiede il divorzio dopo essersi separati un anno prima.

## Filantropia
Insieme al collega di The Vampire Diaries Ian Somerhalder, Candice Accola è una delle sostenitrici di It Gets Better, un progetto che si pone come obiettivo la riduzione dei suicidi durante la giovinezza. Sostiene anche la Tick-Borne Disease Alliance (TBDA), fondazione per combattere la malattia conosciuta come Lyme Disease.

## Discografia

### Album in studio
- 2006 - It's Always The Innocent Ones

### Collaborazioni
- 2008 - Hannah Montana and Miley Cyrus Best of Both Worlds Concert

## Filmografia

### Cinema
- Pirate Camp, regia di Michael Kastenbaum (2007)
- Juno, regia di Jason Reitman (2007)
- On the Doll, regia di Thomas Mignone (2007)
- X's & O's, regia di Kedar Korde (2007)
- Deadgirl, regia di Marcel Sarmiento e Gadi Harel (2008)
- Kingshighway, regia di Clayne Crawford (2010)
- The Truth About Angels, regia di Lichelli Lazar-Lea (2011)
- After 2 (After We Collided), regia di Roger Kumble (2020)

### Televisione
- How I Met Your Mother - serie TV, episodio 2x21 (2007)
- Supernatural - serie TV, episodio 4x13 (2009)
- Greek - La confraternita (Greek) - serie TV, episodio 2x20 (2009)
- Drop Dead Diva - serie TV, episodio 2x06 (2010)
- The Vampire Diaries - serie TV, 171 episodi (2009-2017) - Caroline Forbes
- The Originals - serie TV, 6 episodi (2018) - Caroline Forbes
- The Orville - serie TV, episodio 2x3 (2019)
- Christmas in Tune - film TV, regia di Emily Moss Wilson (2021)
- Legacies - serie TV, episodio 4x20 (2022) - Caroline Forbes
- Suitcase Killer: The Melanie McGuire Story - film TV, regia di Nicole L. Thompson (2022)
- L'estate dei segreti perduti (We Were Liars) - serie TV, 8 episodi (2025) - Bess Sinclair

### Videoclip
- Dancing Crazy - Miranda Cosgrove (2010)
- Love Don't Die - The Fray (2013)[14]

### Web
- Dating Rules from My Future Self – web serie, 6 episodi (2012)

## Riconoscimenti
- Teen Choice Awards
  - 2012 – Miglior scene stealer televisivo femminile per The Vampire Diaries
  - 2013 – Candidatura alla miglior Scene Stealer Televisivo per The Vampire Diaries
  - 2014 – Miglior scene stealer televisivo per The Vampire Diaries
  - 2015 – Candidatura al miglior bacio (condiviso con Paul Wesley) per The Vampire Diaries
  - 2016 – Candidatura al miglior bacio (condiviso con Paul Wesley) per The Vampire Diaries

## Doppiatrici italiane
Nelle versioni in italiano delle opere in cui ha recitato, Candice Accola è stata doppiata da:
- Gemma Donati in Greek - La confraternita, The Vampire Diaries, The Originals, The Orville, Legacies, L'estate dei segreti perduti
- Sara Ferranti in Drop Dead Diva
- Valentina Favazza in After 2